# La Paz (Jalisco)
La Paz es una localidad del estado mexicano de Jalisco. Es parte del municipio de Ojuelos de Jalisco.

## Demografía
| Gráfica de evolución demográfica |
|                                  |

| Censo | Población |
| ----- | --------- |
| 1910  | 453       |
| 1921  | 318       |
| 1930  | 233       |
| 1940  | 294       |
| 1950  | 430       |
| 1960  | 646       |
| 1970  | 759       |
| 1980  | 1 110     |
| 1990  | 1 265     |
| 2000  | 1 202     |
| 2010  | 1 342     |
| 2020  | 1 349     |